# 憲法制定議會議員委員會
憲法制定議會議員委員會或全俄立宪会议委员会（俄语：Комитет членов Учредительного собрания）俄语缩写称科穆奇（俄语：Комуч）是俄羅斯內戰期間的一個反共政權，成立於1918年6月8日捷克军团控制薩馬拉後。這個政權称自己是代表全俄羅斯的政權，拥有武装立憲委員會人民軍。該政權後來和其他數個反共政權組成臨時全俄政府。1918年11月解散。

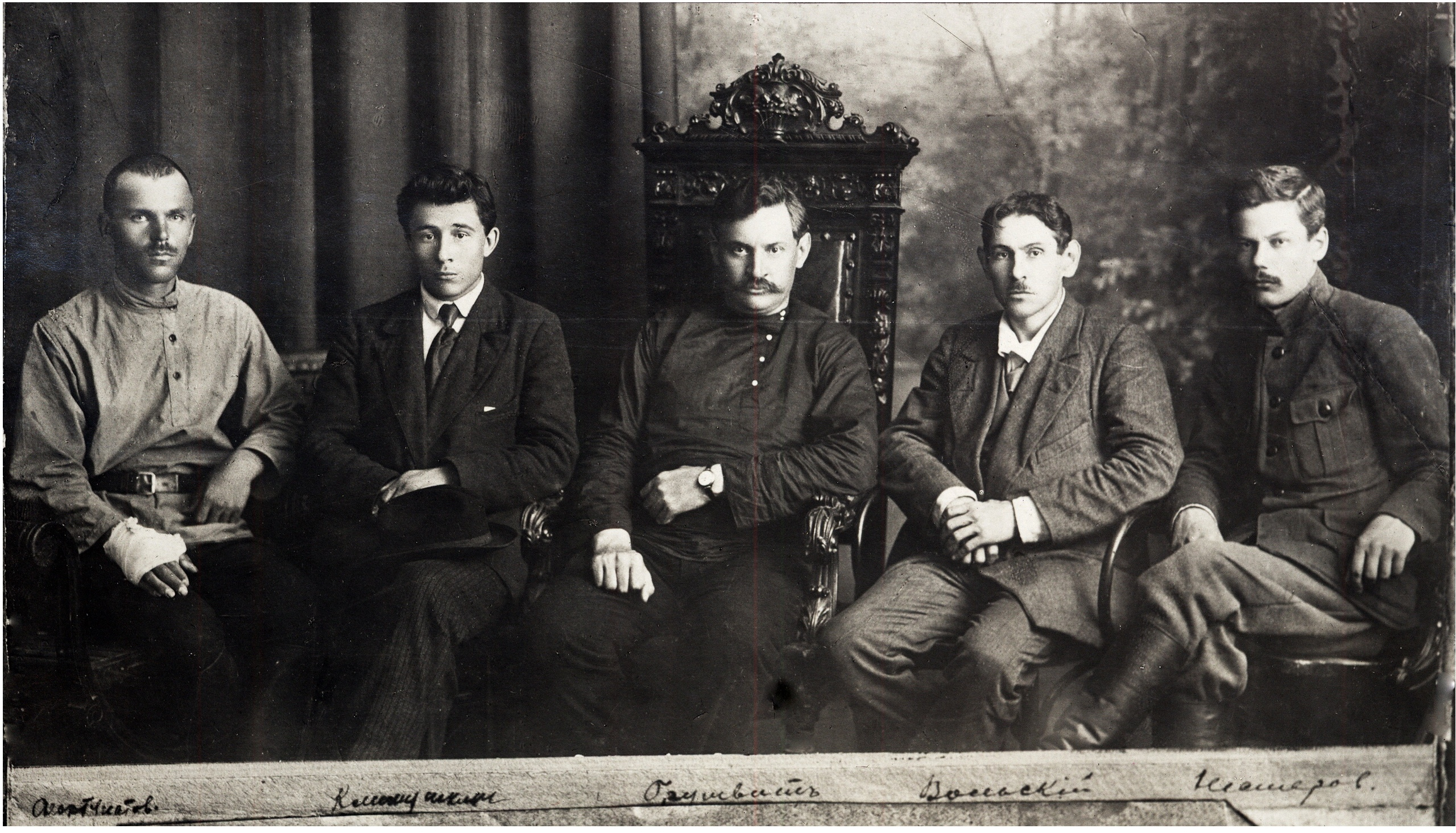
全俄立宪会议委员会的五名成员 - Ivan Brushvit, Prokopiy Klimushkin, Boris Fortunatov, 弗拉基米尔·沃尔斯基(主席) 和Ivan Nesterov